# Роже Фонлантен
Роже Фонлантен (фр. Roger Vonlanthen, нар. 5 грудня 1930, Женева — липень 2020) — швейцарський футболіст, що грав на позиції нападника, зокрема, за клуб «Лозанна», а також національну збірну Швейцарії. По завершенні ігрової кар'єри — тренер.
Дворазовий чемпіон Швейцарії. Триразовий володар кубка Швейцарії.

## Клубна кар'єра
Народився 5 грудня 1930 року в місті Женева. Вихованець футбольної школи клубу «Серветт».
У дорослому футболі дебютував 1951 року виступами за команду «Грассгоппер», в якій провів чотири сезони.  За цей час виборов титул чемпіона Швейцарії і став володарем кубка.
Згодом з 1955 по 1959 рік грав у складі італійських команд «Інтернаціонале» та «Алессандрія».
1959 року перейшов до клубу «Лозанна», за який відіграв 7 сезонів. За цей час додав до переліку своїх трофеїв ще один титул чемпіона і два титули володаря кубка. Завершив професійну кар'єру футболіста виступами за команду «Лозанна» у 1966 році.

## Виступи за збірну
1954 року дебютував в офіційних матчах у складі національної збірної Швейцарії. Протягом кар'єри у національній команді провів у її формі 27 матчів, забивши 8 голів.
У складі збірної був учасником:
чемпіонату світу 1954 року у Швейцарії, де зіграв з Італією (2-1) і (4-1), Англією (0-2) і в чвертьфіналі з Австрією (5-7).
чемпіонату світу 1962 року у Чилі, де зіграв проти господарів (1-3) та ФРН (1-2).

## Кар'єра тренера
Розпочав тренерську кар'єру відразу ж по завершенні кар'єри гравця, 1966 року, очоливши тренерський штаб клубу «Серветт».
1967 року став головним тренером команди «Лозанна», тренував швейцарську команду п'ять років.
Протягом тренерської кар'єри також очолював команду «Шенуа».
Наразі останнім місцем тренерської роботи була національна збірна Швейцарії, головним тренером команди якої Роже Фонлантен був з 1977 по 1979 рік.

## Титули і досягнення
- Чемпіон Швейцарії (2):

«Грассгоппер»: 1951-1952
«Лозанна»: 1964-1965
- Володар кубка Швейцарії (3):

«Грассгоппер»: 1951-1952
«Лозанна»: 1961-1962, 1963-1964